# Küstenstreifen
Als Küstenstreifen wird ein länglicher Abschnitt entlang einer Meeresküste bezeichnet, der sich geografisch, biologisch oder politisch von benachbarten Land- bzw. Küstengebieten merklich unterscheidet.

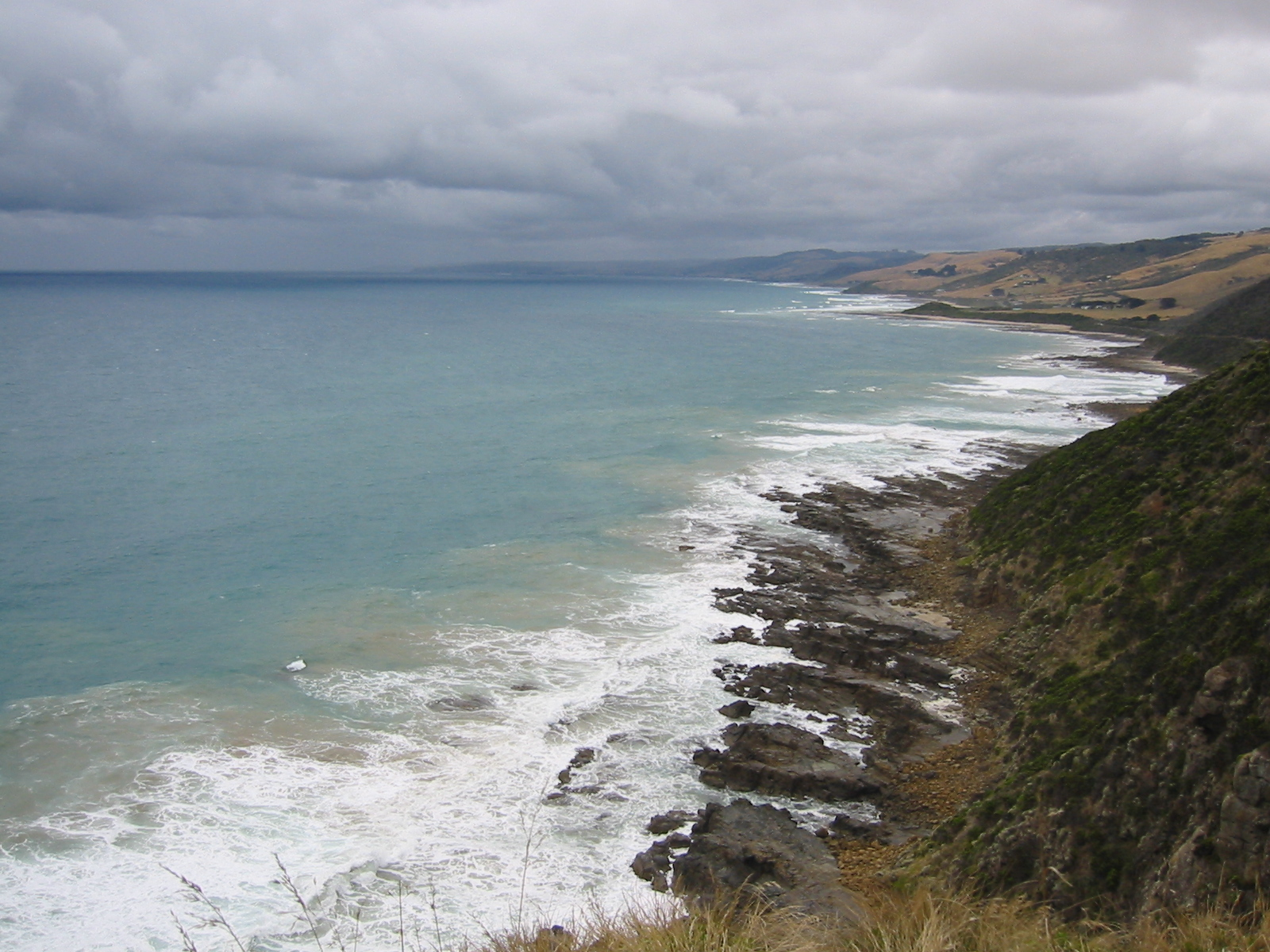

## Geografie und Geologie
An vielen Küsten ist der Aufbau der Gesteine bzw. der Sedimente streifenförmig strukturiert, was mit der Kontinentalentwicklung und Plattentektonik, mit früheren Änderungen des Meeresspiegels und mit Besonderheiten der Erosion zusammenhängt. Wenn beispielsweise die Brandung zur Bildung einer Steilküste führt, lagern sich Sedimente davor ab und es entsteht ein meist feinkörniger flacher Strand vor dem Steilufer.
Auch küstennahe Gebirgszüge sind oft in parallele Streifen gegliedert, was mit typischen Vorgängen bei der Gebirgsbildung und Auffaltung zusammenhängt. Ein anderes küstenparalleles Merkmal kann die Bodendegradation sein, die natürliche oder kulturell verursachte Verschlechterung bestimmter Bodeneigenschaften.
Infolge dieser und anderer Effekte können küstenparallele Strukturen Besonderheiten entwickeln, etwa als lokales Klima, in der Form des Bewuchses, der Fauna, der Besiedlung und nicht zuletzt der politischen Gliederung.

## Biologie
Küstennahe Unterschiede im Gestein, in der Verwitterung, im Klima und in der Wasserführung spiegeln sich zunächst in der Bodenform, den Bodenlebewesen und der Vegetation, später auch in der Fauna wider.
Verschiedene Amphibien- und Vogelarten suchen für ihre Gelege ein besonderes Kleinklima, flache Küstenstreifen oder andere bevorzugte Plätze auf. Auch das Gezeitenrevier kann ein spezielles Habitat sein, etwa für Ammerarten an Atlantikküsten. Auf der Gough-Insel im Südatlantik lebt die Goughammertangare im Küstenbereich zwischen Ebbe und Flut, wo viele Insekten angelandetes Treibgut besiedeln.
Entlang längerer Strandwälle oder schmaler Küstenzonen entwickelt sich oft eine vielfältige salzliebende (halophile) Vegetation,  etwa an der Ostsee und in der Ägäis. An den Küsten des Dodekanes gehen niedrige Halophyten landeinwärts bald in größere Wuchshöhen über, bis sie ihrerseits von Macchie oder anderer Strauchvegetation abgelöst werden.

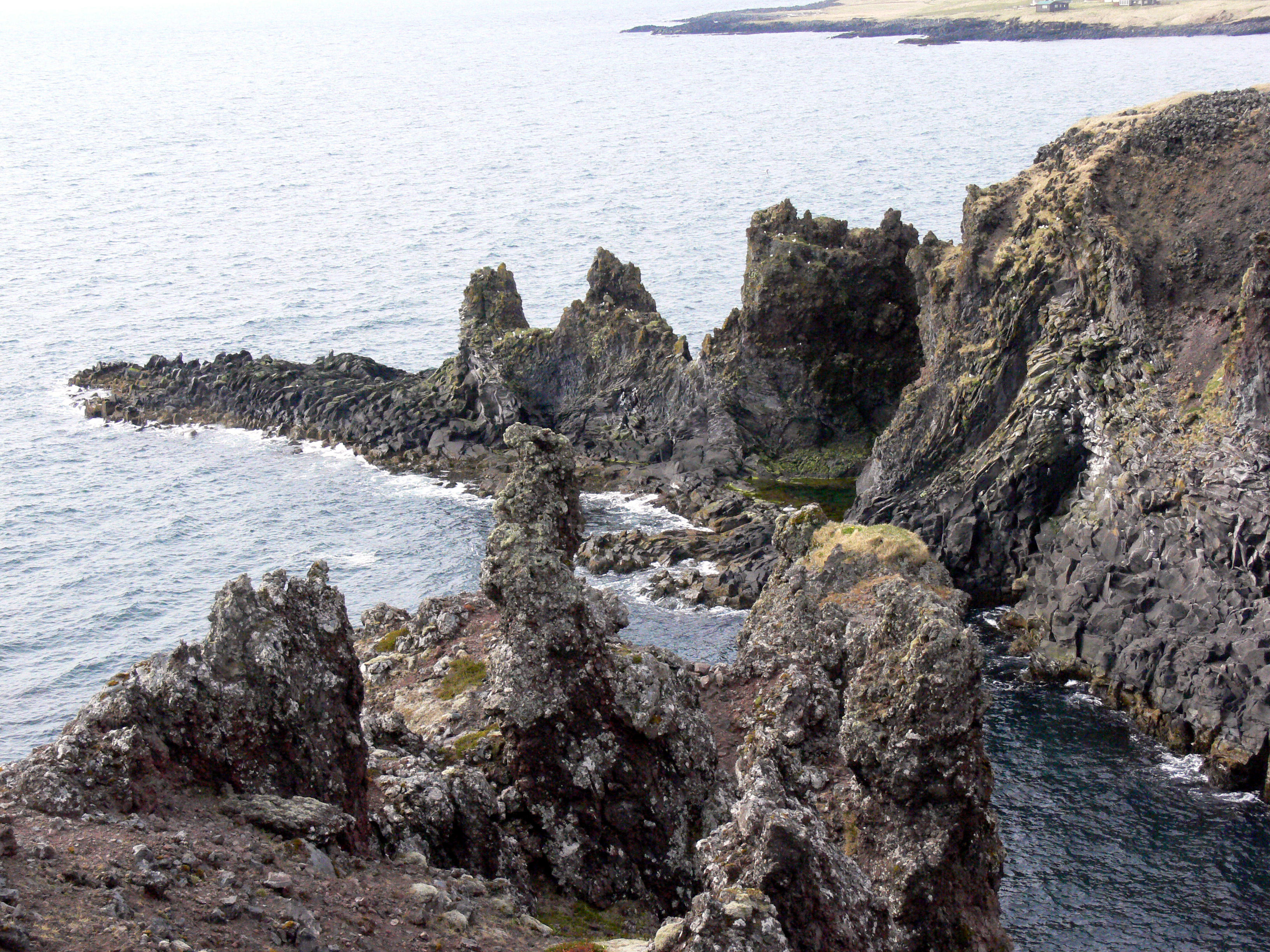

## Besiedlung und politisch relevante Küstenstreifen
Die natürlichen Ressourcen am Küsten prägten seit jeher auch die menschliche Lebensweise und ließen spezifische Kulturformen entstehen. So sind manche Ureinwohner Brasiliens und traditionelle Eskimodörfer vom Fischfang abhängig, oder andere Lebensweisen von den lokalen Möglichkeiten der Landwirtschaft. Manche heutige Minderheiten, aber auch spezifische Bauweisen und Hofformen gehen auf solche frühen Siedlungsstrukturen zurück.
In manchen Küstenregionen hat sich daraus ein Kultur- und Sprachenmix ergeben, etwa im Süden und Westen Frankreichs, in Skandinavien oder im Küstenstreifen von Istrien bis Dalmatien. Diese Umstände können zu politischen Konflikten und Sonderlösungen führen, wofür beispielhaft die Gründung der Territorio libero di Trieste (1947–1954) (siehe Zone A) oder die heutigen Diskussionen um den Zugang Sloweniens zum Mittelmeer stehen mögen.